# Ecnomus wellsae
Ecnomus wellsae är en nattsländeart som beskrevs av Cartwright 1990. Ecnomus wellsae ingår i släktet Ecnomus och familjen trattnattsländor. Inga underarter finns listade i Catalogue of Life.